# Потенциал Юкавы
Потенциал Юкавы — модельный скалярный потенциал для описания сильного взаимодействия между адронами.
Энергия взаимодействия между адронами, выраженная через потенциал Юкавы, выглядит 
{\displaystyle V=-g^{2}{\frac {e^{-kr}}{r}}}
где g — константа, задающая интенсивность ядерного взаимодействия, k — постоянная с размерностью обратной длины, задающей радиус взаимодействия. Знак минус говорит о притяжении.

## Физическая природа
В начале XX века, после открытия протонов и нейтронов, стало понятным, что ядра атомов состоят исключительно из этих частиц, получивших название нуклонов, или адронов. С учетом малого размера ядер атомов (порядка фемтометра), встал вопрос о том, какие силы способны удержать в ядре одноимённо заряженные частицы, ведь кулоновское отталкивание между ними очень и очень значительное. Это взаимодействие получило общее название сильного взаимодействия. Первую модель сильного взаимодействия предложил Хидэки Юкава.
В 1934 г. Юкава предположил, что сильное взаимодействие осуществляется через какое-то поле, подобным образом, как взаимодействие между зарядами осуществляется через электромагнитное поле. Но сильное взаимодействие характеризуется очень небольшим радиусом действия, поэтому вместо кулоновского потенциала он предложил использовать потенциал, величина которого падает с расстоянием по экспоненциальному закону. В таком случае, на расстояниях меньших, чем 1/k, когда экспонента меняется несильно, между адронами существует притяжение, напоминающее кулоновское. На расстояниях, значительно превышающих 1/k, взаимодействие быстро падает.
Юкава предложил назвать поле, из-за которого осуществляется сильное взаимодействие, мезотронным, и, соответственно, квант этого поля именовать мезотроном. Однако, знатоки греческого языка исправили эти названия, и теперь поле называется мезонным, а частицы, являющиеся его квантами — мезонами.
В теории Юкавы мезонное поле описывалось определённым потенциалом Φ, что удовлетворяет уравнению 
{\displaystyle (\nabla ^{2}-k^{2})\Phi =4\pi g\rho },
где ρ — плотность распределения адронного вещества. Это уравнение напоминает уравнение Пуассона в электростатике. Для точечного адрона решение этого уравнения имеет приведённый наверху вид.
Кроме того, оно напоминает уравнение Клейна — Гордона, которое в релятивистской квантовой механике описывает волновую функцию бесспиновой частицы (бозона): 
{\displaystyle \left\{{\frac {1}{c^{2}}}{\frac {\partial ^{2}}{\partial t^{2}}}-\nabla ^{2}+\left({\frac {mc}{\hbar }}\right)^{2}\right\}\Phi =0},
где c — скорость света, {\displaystyle \hbar } — приведённая постоянная Планка, а m — масса бозона.
Сопоставив эти уравнения, Юкава получил, что установить массу мезона можно с помощью формулы: {\displaystyle k={\frac {mc}{\hbar }}}.
Кроме того, постоянная 1/k описывает радиус взаимодействия между нуклонами, следовательно, определяет радиус ядра. Зная радиус ядра, можно оценить массу мезона. Оценки массы дали величину, примерно в 200 раз большую, чем масса электрона.

## Открытие мезонов
Сначала считалось, что гипотетическим мезоном, отвечающим за сильное взаимодействие, является мюон, однако, эксперименты быстро показали, что мюон не участвует в сильных взаимодействиях. Только спустя несколько лет была открыта новая элементарная частица — пион, подтвердившая предположение Юкавы о существовании подобных полей. Вскоре выяснилось, что существует три разных типа пионов, были открыты новые виды мезонов. Существование многих частиц, участвующих в сильных взаимодействиях, определяет сложность теории сильных взаимодействий и то, что потенциал Юкавы описывает её только приближённо. Но он неплохо работает на расстояниях между адронами порядка 2 фм и энергии взаимодействия, меньшей чем 500 МэВ.
В 1949 году Юкава Хидэки получил Нобелевскую премию за предсказание существования мезонов.

## Замечания
Потенциал, аналогичный потенциалу Юкавы, в атомной физике и физике плазмы называют экранированным кулоновским потенциалом.